# Haber-Bosch-processen
Haber-Bosch processen - nogle gange omtalt som Haber-processen - er en industriel implementering af reaktionen mellem nitrogen- og hydrogengas. Det er den primære metode til ammoniakproduktion:
N2 + 3 H2 → 2 NH3   (ΔH = −92.4 kJ·mol−1)
Nitrogen er et stærkt begrænset næringsstof i plantevækst. Carbon og oxygen er også vigtige, men er lettere at optage fra jorden og luften. Selvom atmosfærisk luft består af 78 % nitrogen, er atmosfærisk nitrogen vanskeligt at optage for planterne, fordi nitrogenmolekylet er bundet stærkt sammen af en triplebinding. Nitrogen skal være fikseret, dvs. omdannet til biotilgængelige stoffer gennem naturlige eller menneskeskabte processer. Først i begyndelsen af 1900-tallet udviklede Fritz Haber den første proces til omdannelse af atmosfærisk nitrogen til ammoniak, som - via en omdannelse til ammoniumion - kan bruges som næringsstof til planter. Inden udviklingen af Haber-Bosch-processen havde ammoniak været besværligt at producere i industriel skala. Nitrogenfiksering blev allerede udført i industriel skala via Birkeland–Eyde processen og Frank–Caro processen men på en meget dyr og ineffektiv måde rent energimæssigt.
Det er blevet anslået, at en tredjedel af Jordens befolkning er afhængig af føde dyrket med gødning produceret med ammoniak fra Haber-Bosch processen. Det er blevet anslået, at halvdelen af proteinerne i mennesket indeholder nitrogen, som oprindeligt er produceret ved denne proces; resten produceres af nitrogenfikserende bakterier.

## Historie
I begyndelsen af 1900-tallet forsøgte flere kemikere at fremstille ammoniak fra atmosfærisk nitrogen. Den tyske kemiker Fritz Haber opdagede en proces, som stadig bruges i dag.
Robert Le Rossignol var medvirkende til udviklingen af højtryksudstyr, der anvendes i Haber-processen. De demonstrerede deres proces i sommeren 1909 ved at producere ammoniak fra atmosfærisk luft, dråbe for dråbe med en hastig på omkring 125 mL per time. Processen blev købt af af det tyske kemifirma BASF, som tildelte Carl Bosch opgaven med at opskalere Haber's bordmodel til industriel produktion, hvilket lykkedes i 1910. Haber og Bosch fik senere Nobelprisen i kemi i henholdsvis 1918 og 1931 for deres arbejde med at overvinde de kemiske og ingeniørmæssige udfordringer i forbindelse med brugen af storskala, sammenhængende flow og højtryks-teknologi.
Ammoniak blev produceret ved hjælp af Habers proces i 1913 i BASF's Oppau-fabrik i Ludwigshafen am Rhein i Tyskland, og produktionen nåede 20 tons/dag det følgende år. Under 1. verdenskrig blev syntetisk fremstillet ammoniak brugt til produktionen af salpetersyre, der bruges til at fremstille ammunition. De Allierede havde adgang til store mængde natriumnitratdepoter i Chile (såkaldt "Chilesalpeter"), der hovedsageligt var ejet af den britiske industri. Da Tyskland manglede adgang til sådanne let tilgængelige naturlige ressourcer, viste Haber-Bosch-processen sig vigtig for den tyske krigsindsats.

## Processen
Omdannelsen sker normalt ved 12-25 MPa (150-250 Bar) og mellem 300-550 °C, hvor gasserne bliver sendt igennem fire bunde med katalysatorer, med køling imellem hver gennemgang for at opretholde en fornuftig ligevægtskonstant. Ved hver passage sker en omdannelse på omkring 15 %, men alt ureageret gas blive sendt tilbage, og den endelige omdannelse er omkring 97 %.
Dampreformeringen, Water-gas shift reaktionen, fjernelse af kuldioxid og methanering bliver alle udført ved et tryk på 2,5-3,5 MPa (25-30 bar), og det sidste trin i ammoiaksyntesen foregår ved 6-18 MPa afhængig af procesdesignet.

### Hydrogenkilder
Den største kilde til hydrogen er methan fra naturgas. Omdannelsen foregår med luft, som er deoxygeneret ved at afbrænde naturgassen. Oprindeligt brugte Bosch hydrogen udvundet ved elektrolyse af vand. Elektrolyse bruger dog meget energi, og man gik derfor over til methan fra naturgas.

### Reaktionshastighed og ligevægt
Nitrogen (N2) er ikke særlig reaktivt, fordi molekylet holdes sammen af stærke triplebindinger. Denne binding har en bindingsenergi på 945 kJ/mol, mens eksempelvis dobbeltbundet oxygen eller carbon har hhv. 497 kJ/mol og 347–356 kJ/mol. Haber-Bosch processen bygger på katalysatorer, der sænker aktiveringsenergien af triplebinding.
To modsatrettede betragtninger er relevante for syntesen: ligevægten og reaktionshastigheden. Ved stuetemperatur er ligevægten stærkt forskudt i en retning, der er fordelagtig for ammoniakkens vedkommende, men reaktionen kan ikke foregå ved en påviselig hastighed. Den indlysende løsning er at hæve temperaturen, men fordi reaktionen er eksoterm, bliver ligevægtskonstanten 1 (ved atm enheder) omkring 150 °C eller 200 °C. (Se Le Chateliers princip.)
| Temperatur (°C) | Keq         |
| --------------- | ----------- |
| 300             | 4.34 x 10−3 |
| 400             | 1.64 x 10−4 |
| 450             | 4.51 x 10−5 |
| 500             | 1.45 x 10−5 |
| 550             | 5.38 x 10−6 |
| 600             | 2.25 x 10−6 |

Over 200 °C bliver ligevægten hurtigt ufordelagtig ved atmosfærisk tryk som følge af Van 't Hoffs ligning. Således kunne man antage, at en lav temperatur skal benyttes og nogle andre metoder til at øge hastighed. Men selve katalysatoren kræver en temperatur på mindst 400 °C for at være effektiv.
Trykket er det oplagte valg til at favorisere fremadrettet reaktion, fordi der er 4 mol reaktant for hver 2 mol produkt (se entropi), og det anvendte tryk (omkring 200 atm) ændrer ligevægtskoncentrationerne til at give en rentabelt udbytte.
Økonomisk set er øget tryk dog dyrt. Rør og reaktorer skal tryksikres, ventiler skal styrkes og der er sikkerhedsmæssige overvejelser ved at arbejde ved 200 atm. Endvidere bruger pumper og kompressorer betydelige mængder energi. Derfor arbejder man med et kompromis, der giver et udbytte på omkring 15 % per bund.
En anden måde at øge udbyttet af reaktionen på kunne være at fjerne produktet - dvs. ammoniakgassen - fra systemet, for at forskubbe ligevægten. I praksis bliver den gasformige ammoniak dog ikke fjernet fra reaktoren, fordi temperaturen er for høj. Derimod bliver den fjernet fra gassens ligevægtsblanding, som forlader reaktoren. De varme gasser bliver afkølet nok, mens man stadig holder et tryk, der er højt nok til, at ammoniakken kondenserer og kan blive fjernet som væske. Ureageret hydrogen- og nitrogengas bliver sendt tilbage i reaktoren for at undergå videre reaktion.

### Katalysatorer
De mest almindelige katalysatorer er jern på K2O, CaO, SiO2 eller Al2O3. Den oprindelige Haber–Bosch reaktion brugte osmium som katalysator. Under Bosch's ledelse i 1909 opdagede BASF-forskeren Alwin Mittasch en langt billigere jern-baseret katalysator, som stadig bruges i dag. Dele af den industrielle produktion bruger ruthenium i stedet for jern-baserede katalysatorer (KAAP-processen). Ruthenium giver en mere aktiv katalysator, og tillader lavere tryk. Disse katalysatorer bliver dannet ved at dekomponere triruthenium dodecacarbonyl på grafit. Ruthenium er dog et meget dyrt materiale i forhold til jern, hvorfor de jernbaserede mere udbredte.
I industriel praksis bliver jernkatalysatoren fremstillet ved at udsætte en mængde magnetit, et jernoxid, for varm hydrogen. Dette reducerer en del af magnetitten til metallisk jern, og fjerner oxygen i processen. Katalysatoren beholder dog stort set sin volumen under reaktionen, som derfor resulterer i et meget porøst materiale med et stort overfladeareal, hvilket hjælper til at skabe en effektiv katalysator. Andre mindre komponenter i katalysatoren inkluderer calcium og aluminiumoxider, der fungerer som bæremateriale for den porøse jernkatalysator, og hjælper med at opretholde det høje overfladeareal over længere tid, samt kalium, som øger elektrondensiteten i katalysatoren og således øger effektiviteten.
Det antages at reaktionsmekanismen, der involverer en heterogen katalysator, indholder følgende trin:
1. N2 (g) → N2 (adsorberet)
2. N2 (adsorberet) → 2 N (adsorberet)
3. H2(g) → H2 (adsorberet)
4. H2 (adsorberet) → 2 H (adsorberet)
5. N (adsorbed) + 3 H(adsorberet)→ NH3 (adsorberet)
6. NH3 (adsorberet) → NH3 (g)

Reaktion 5 sker i tre trin; dannelse af NH, NH2 og så NH3. Eksperimentel data peger på at reaktion 2 er det langesomme trin, og derved det hastighedsbestemmende trin.
En væsentlig bidragyder til belysning af mekanismen er den tyske kemiker og nobelprismodtager Gerhard Ertl, der har forsket meget i overfladekemi og mekanismer.

## Økonomi og miljømæssige aspekter
Haber-Bosch-processen producerer i dag omkring 454 millioner tons nitrogenbaseret gødning om året, hovedsageligt i form af vandfri ammoniak, ammoniumnitrat og urinstof. 3–5 % af verdens naturgasproduktion bliver brugt i Haber-Bosch processen (~1–2% af verdens årlige energiforbrug). Sammen med pesticider har disse gødningstyper firdoblet produktiviteten af landbrugsjorden:
Med gennemsnitligt høstudbytte tilbage på 1900-niveau ville landbrugsområderne i år 2000 ville have krævet næsten fire gange mere jord og det dyrkede areal ville have krævet næsten halvdelen af alle isfri kontinenter, i stedet for de mindre end 15 % af det samlede areal, der kræves i dag.
På grund af sin dramatiske indvirkning på menneskets formåen at dyrke afgrøder, har Haber-Bosch processen fungeret som detonator for befolkningseksplosionen, der har gjort det muligt for verdens befolkning at stige fra 1,6 mia. i 1900 til dagens 7 mia. omkring år 2000. Ifølge R.W. Howarth, professor i økologi og miljøbiologi på Cornell University, stammer næsten 80 % af den nitrogen, der kan findes i mennesker, fra Haber-Bosch processen. Da den menneskelige organismes kvælstofudnyttelse typisk er mindre end 50 %, er den store brug af industrielt fikseret nitrogen stærkt forstyrrende for vore biologiske levesteder.